# Fábrica Nuestra Señora de la Cabeza
La fábrica Nuestra Señora de la Cabeza es un antiguo complejo industrial situado en el municipio español de Motril, en la provincia de Granada, comunidad autónoma de Andalucía.

## Historia
La fábrica fue levantada por la familia Larios en 1855 como un complejo industrial que estaba dedicado a la elaboración de azúcar, aguardiente y bebidas alcohólicas. En su momento la propietaria de las instalaciones llegó a controlar unos 1.000 marjales de tierra en la Vega de Motril, desarrollando una gran actividad. El complejo sufrió un grave incendio en 1901. En la década de 1970 la sociedad Larios cedió al ayuntamiento la titularidad de las instalaciones, que pasaron a ser utilizadas con otros fines.